# Ara erythrocephala
El guacamayo jamaicano verdiamarillo (Ara erythrocephala) fue una especie de ave de la familia de los loros (Psittacidae) endémica de la isla de Jamaica, hoy extinta.
Fue descrito por primera vez por el naturalista Gosse en 1847, mientras exploraba las montañas de Trelawny y St. Anne´s a partir de un ejemplar "proporcionado por Mr. White, propietario de Oxford State". Supuestamente fue cazado hasta su completa extinción en el siglo XIX. Algunos naturalistas consideran que el guacamayo jamaicano verdiamarillo ya habría sido clasificado previamente a Gosse por el naturalista Gmelin, que estudió varias aves sudamericanas, que lo habría denominado como Anodorhynchus caerulens.